# Мелбек (Доња Саксонија)
Мелбек (њем. Melbeck) град је у њемачкој савезној држави Доња Саксонија. Једно је од 43 општинска средишта округа Линебург. Према процјени из 2010. у граду је живјело 3.363 становника. Посједује регионалну шифру (AGS) 3355024.

## Географски и демографски подаци
Мелбек се налази у савезној држави Доња Саксонија у округу Линебург. Град се налази на надморској висини од 21 метра. Површина општине износи 16,2 km². У самом граду је, према процјени из 2010. године, живјело 3.363 становника. Просјечна густина становништва износи 208 становника/km².

## Међународна сарадња
| Мјесто  | Држава    | Врста сарадње | Од    |
| ------- | --------- | ------------- | ----- |
| Хавелте | Холандија | партнерство   | 1989. |
| Броруп  | Данска    | партнерство   | 1992. |
| Извор   |           |               |       |